# Barrage de Tiber
Le barrage de Tiber est un barrage sur la rivière Marias situé dans le sud du comté de Liberty dans le Montana aux États-Unis. Le barrage a créé le lac Elwell. La construction du barrage a débuté en 1952 pour s'achever en 1956.